# 호시나 마사쓰네

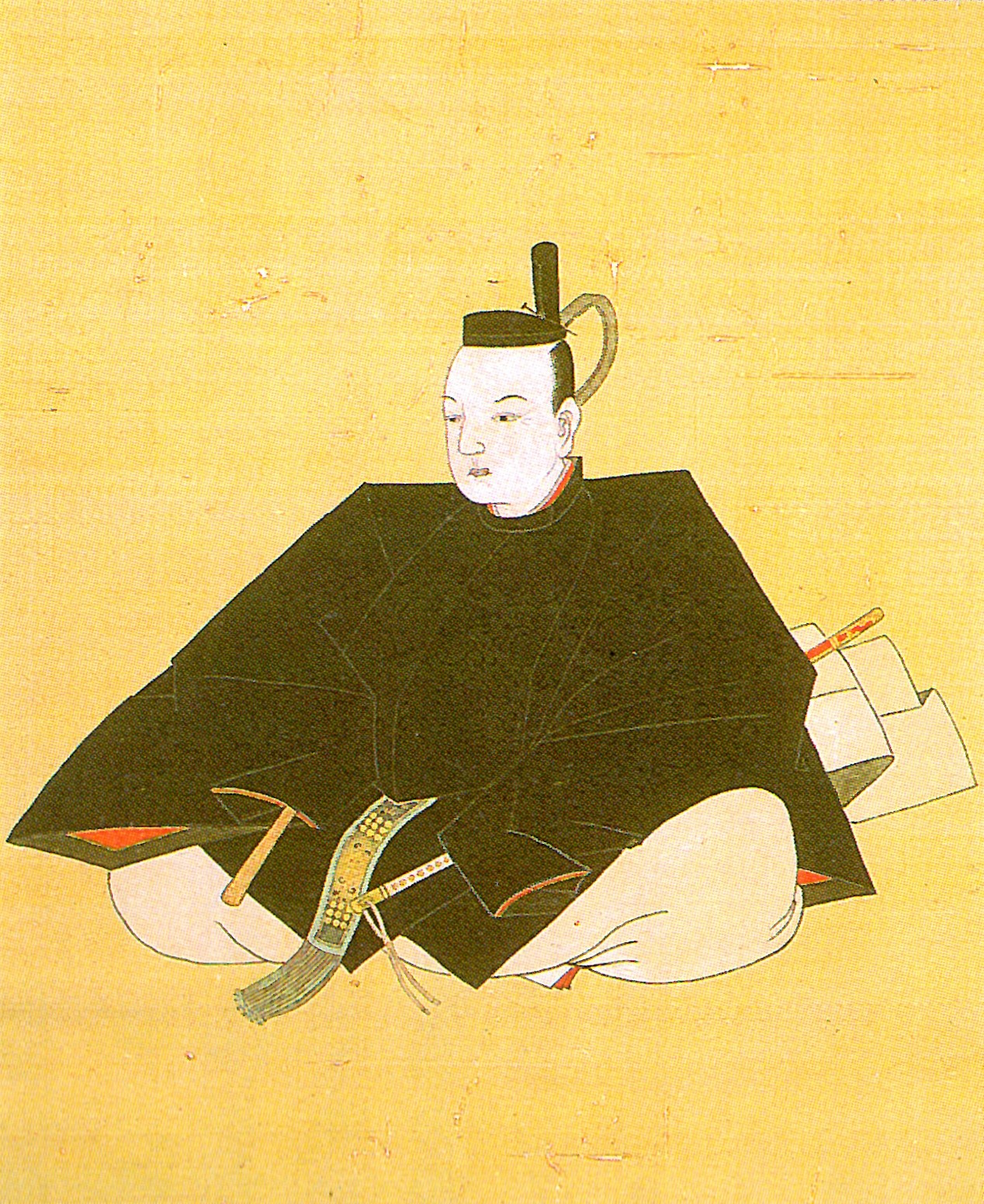
호시나 마사쓰네 상(겐푸쿠지(아이즈) 소장 후쿠시마현립 박물관 기탁))

호시나 마사쓰네(일본어: 保科正経, 쇼호 3년 음력 12월 27일(1647년 2월 1일) ~ 덴나 원년 음력 10월 3일(1681년 11월 12일))는 일본 에도 시대의 다이묘로, 아이즈번 2대 번주이다. 어릴적 이름은 다이노스케(大之助)이다.
쇼호 3년(1647년), 선대 번주 호시나 마사유키의 넷째 아들로 태어났다. 만지 2년(1659년), 종4위하, 시종, 지쿠젠노카미에 서임되었고, 간분 9년(1669년)에는 아버지 마사유키가 은거함에 따라 가문을 계승하고 번주직에 올랐다. 아버지가 사망하자 이를 추모하기 위해 엔포 3년(1675년) 8월 19일에 하니쓰 신사를 건립했다. 또 약초원을 설립하는 등 위생 사업에도 신경을 썼다. 덴나 원년(1681년)에 36세의 나이로 사망하였고, 동생인 마사카타가 그 뒤를 이었다.

## 족보
- 아버지 : 호시나 마사유키(保科正之)
- 어머니 : 쇼코인(聖光院) - 오이치만(於万), 후지키 히로유키(藤木弘之)의 딸
- 정실 : 구마(久萬, 1652년 ~ 1715년) - 센케인(仙渓院), 마에다 도시쓰네의 정실
- 후궁 : 사토씨(佐藤氏)
- 양자
  - 마쓰다이라 마사카타(松平正容, 1669년 ~ 1731년) - 호시나 마사유키의 여섯째 아들

## 참고 문헌
- 미야자키 138편 『호시나 마사유키의 모든 것』 신인물왕래사, 1992년.(宮崎十三八編 『保科正之のすべて』 新人物往来社、1992年。)
- 노구치 신이치 『아이즈번』 현대서관〈시리즈번 이야기〉, 2005년 6월.(野口信一 『会津藩』 現代書館〈シリーズ藩物語〉、2005年6月。)

| 전임 호시나 마사유키 | 호시나가 당주 1669년 ~ 1681년 | 후임 호시나 마사타카 |

| 전임 호시나 마사유키 | 제2대 아이즈번 번주 (호시나 마쓰다이라가) 1669년 ~ 1681년 | 후임 마쓰다이라 마사카타 |